# Connacht Rugby
El Connacht Rugby es un equipo irlandés profesional de rugby con sede en Galway y que disputa el United Rugby Championship, la máxima competición de aquella nación.

## Historia
El equipo se fundó en 1885 y compitió en el Interprovincial Championship desde la creación de la liga. Disputa sus partidos como local en el estadio Galway Sportsground, un pequeño recinto donde caben 7000 personas, y que está situado en la ciudad de Galway. Utiliza camiseta verde con vivos blancos y pantalón verde o negro.
Los hitos más memorables del club en los años recientes son los siguientes: Cuartos de final en la Celtic League de 2002, semifinales en la European Challenge Cup y en la Celtic Cup de 2004, semifinales en la European Challenge Cup de 2005, semifinales en la European Challenge Cup de 2010, y campeón de Pro12 de 2016.
Se trata del equipo irlandés con menor potencial, ya que representa a una provincia en la que están federados tan solo el 7% de los jugadores del país, y acostumbra a finalizar cada temporada en las últimas plazas de la clasificación.
La Federación Irlandesa de Rugby ha reducido el presupuesto del club a la mitad, y se está planteando retirarle a Connacht Rugby el estatus de club profesional, como ha pasado en Gales y Escocia con otros clubes.

## Jugadores destacados
Jim Staples (1984–1990) y Simon Geoghegan (1996–1997). Integraron a los British and Irish Lions los jugadores Ray McLoughlin (1958–1975), Ciaran Fitzgerald (1970–1986) quien fue el capitán en la Gira de Nueva Zelanda 1983 y John O'Driscoll (1972–1988).

### Profesionalismo
- Irlandeses: David Curtis (1984–2001), Eric Elwood (1988–2005), Eoin Reddan (2001–2003), Gavin Duffy (2001–2014) e Ian Keatley (2008–2011).
- Gavin Williams (2005–2007).
- Ofisa Treviranus (2007–2008).
- Fetu'u Vainikolo (2011–2013).
- Dan Parks (2012–2014).
- Mils Muliaina (2014–2015).
- Alan MacGinty (2015–2016).

## Palmarés
- United Rugby Championship (1): 2015-16.
- Interprovincial Championship (3): 1955-56, 1956-57, 1964-65.